# بیگوانی شمالی
بیگوانی شمالی (به انگلیسی: Bigwani Shumali) یک شهرک در پاکستان است که در ناحیه دیره اسماعیل خان واقع شده‌است.